# Al Quie

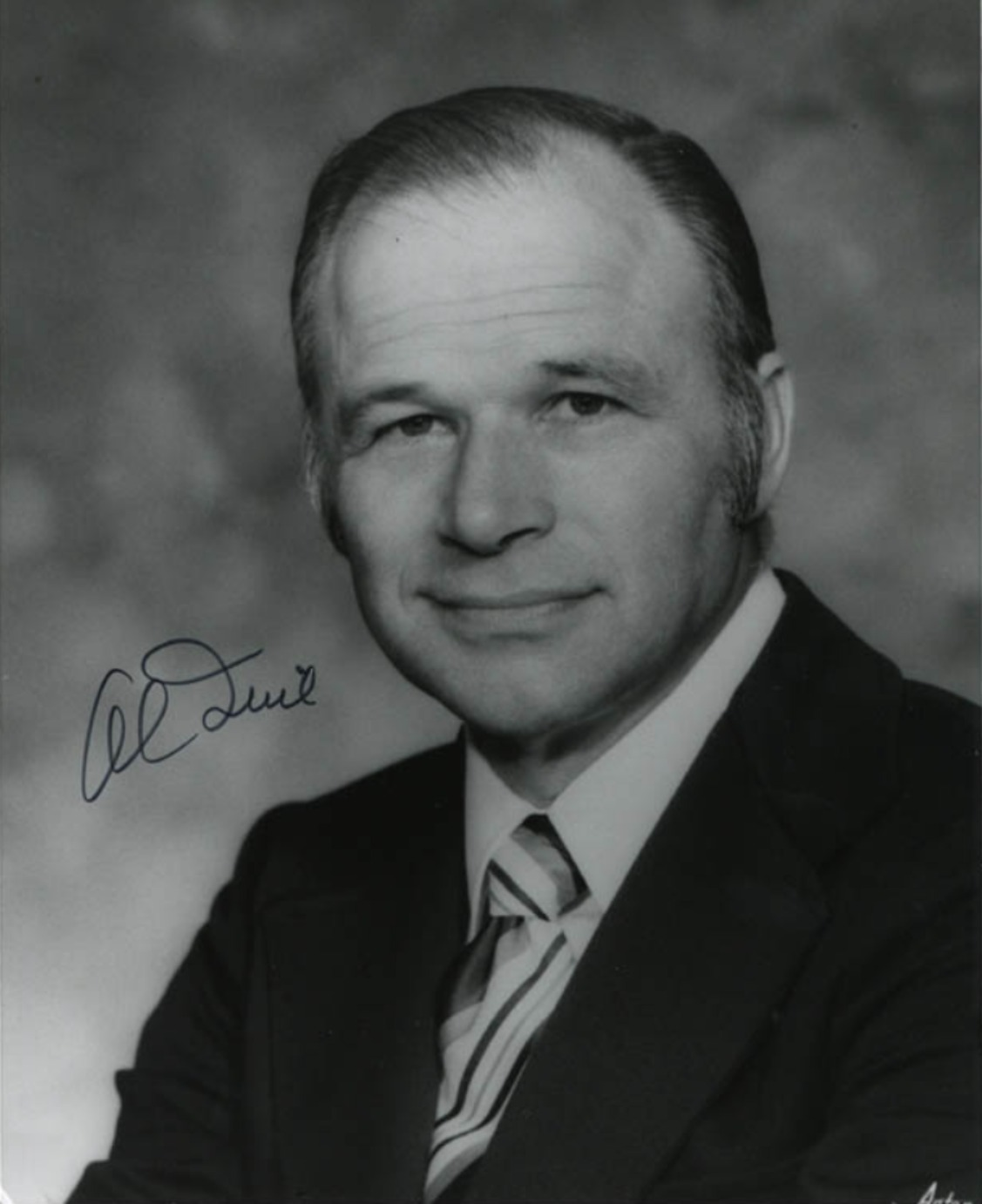
Al Quie (1977)

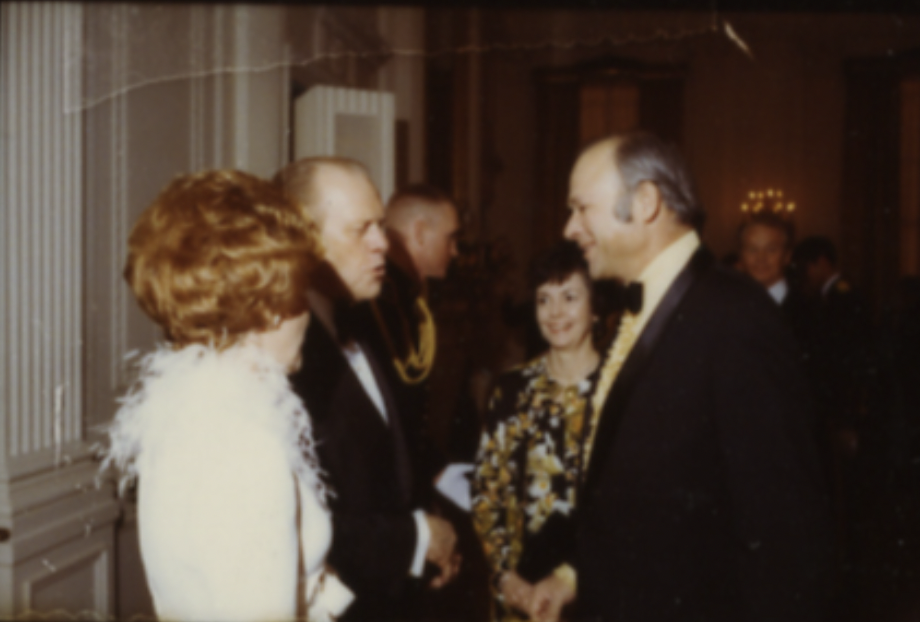
US-Präsident Gerald Ford und Al Quie (Januar 1977)

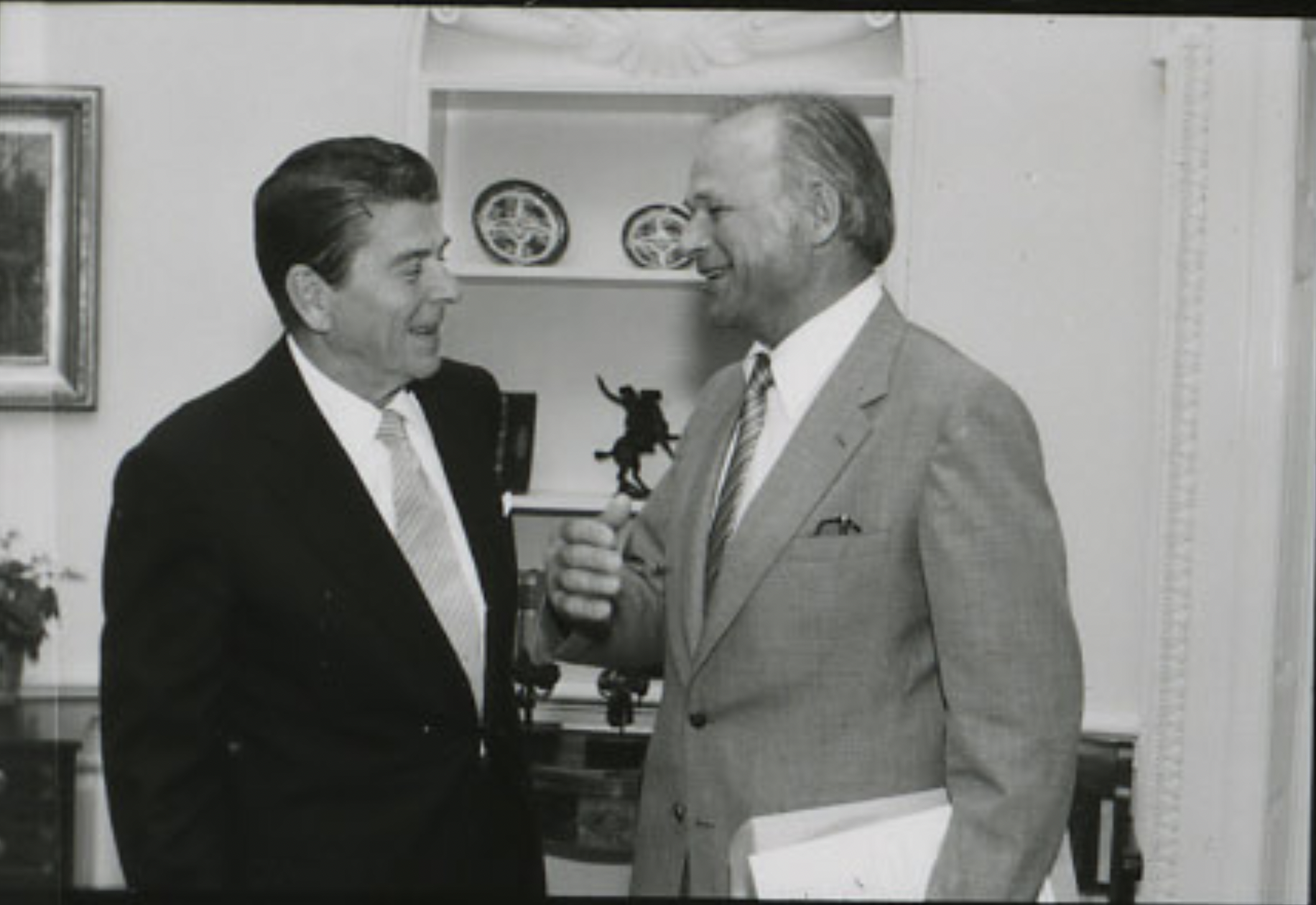
US-Präsident Ronald Reagan und Al Quie (Juli 1981)

Albert Harold Quie (* 18. September 1923 im Wheeling Township, Minnesota; † 18. August 2023 in Wayzata, Minnesota) war ein US-amerikanischer Politiker der Republikanischen Partei. Er war zwischen 1958 und 1979 Abgeordneter im US-Repräsentantenhaus und von 1979 bis 1983 Gouverneur des Bundesstaates Minnesota.

## Leben
Quie wurde 1923 auf dem elterlichen Bauernhof im Wheeling Township nahe Dennison geboren. Nachdem er im Zweiten Weltkrieg als Pilot für die United States Navy gedient hatte, absolvierte er am St. Olaf College ein Studium der Politikwissenschaften, das er 1950 abschloss.
1954 wurde Quie in den Senat von Minnesota gewählt. Eine 1958 durch den Tod des Repräsentanten August H. Andresen notwendig gewordene außerordentliche Wahl konnte er gewinnen und wurde damit Mitglied des US-Kongresses. Diesem gehörte er bis 1979 an, als er der 35. Gouverneur von Minnesota wurde. In der Gouverneurswahl hatte er sich mit über sieben Prozent Vorsprung gegenüber dem demokratischen Amtsinhaber Rudy Perpich durchgesetzt. Vier Jahre später trat er nicht zu einer Wiederwahl an. Stattdessen wurde er in den Beraterstab des Präsidenten für Handelsbeziehungen berufen. Nach dem Ende seiner politischen Karriere engagierte sich Quie bei Prison Fellowship, einer christlichen Organisation der freien Straffälligenhilfe, wo er von 1987 bis 1988 Vizepräsident der nationalen Vereinigung war.
Im Jahr 1974, nach dem Rücktritt von US-Präsident Richard Nixon und dem Amtsantritt von Gerald Ford, war Al Quie kurzzeitig für das Amt des US-Vizepräsidenten im Gespräch, eine Funktion, die danach Nelson Rockefeller übernahm.
Quie war verheiratet und Vater von vier Kindern. Nach dem Tod von John Malcolm Patterson im Juni 2021 war er der älteste lebende US-Gouverneur. Er starb am 18. August 2023, auf den Tag genau einen Monat vor seinem 100. Geburtstag.